# Aname humptydoo
Espèce
Aname humptydoo est une espèce d'araignées mygalomorphes de la famille des Anamidae.

## Distribution
Cette espèce est endémique du Territoire du Nord en Australie. Elle se rencontre vers Humpty Doo.

## Description
La carapace du mâle holotype mesure 13,05 mm de long sur 10,41 mm et l'abdomen 11,13 mm de long sur 6,25 mm.

## Étymologie
Son nom d'espèce lui a été donné en référence au lieu de sa découverte, Humpty Doo.

## Publication originale
- Raven, 1985 : A revision of the Aname pallida species-group in northern Australia. Australian Journal of Zoology, vol. 33, no 3, p. 377-409.